# Sexarbejde
Sexarbejde er arbejde i sexbranchen, typisk af en seksuel karakter, såsom:
- prostitution
- telefonsex
- pornografi
- peepshow

Begrebet kan dog også bruges om mange andre sexrelaterede jobtyper, fx pornofilm-instruktør, etc.
En person, der arbejder i sexbranchen, kan beskrives som en sexarbejder, men denne betegnelse bruges også om seksuelle terapeuter, der arbejder inden for sundhedssektoren og altså ikke i det man normalt kalder sexbranchen. 
Sexarbejderes organisationer verden over, samt FN og Human Rights Watch støtter særlige rettigheder til dem, der arbejder i sexbranchen, herunder deres ret til sundhed, sikkerhed, et trygt arbejdsmiljø og anerkendelsen af sexarbejde som et officielt erhverv. Sexarbejderbevægelsen består af forskellige aktører med forskellige mål, men generelt søger de at bekæmpe det stigma og den diskrimination, som rammer sexarbejdere og at inkludere sexarbejdere i samfundet og i beslutningsprocesser vedrørende prostitutionslovgivning. Sexarbejdere verden over bruger den røde paraply som et fælles symbol og bruger d. 17. december til at mindes ofre for vold mod sexarbejdere og kæmpe imod stigma og overfald. Mange foreninger fejrer også sexarbejdernes internationale kampdag for rettigheder d. 3. marts.
Den første forening af sexarbejdere opstod i San Francisco i 1973, hvor Margo St. James, en tidligere sexarbejder, grundlagde foreningen COYETE og siden har sexarbejderbevægelsen spredt sig til over 60 lande verden over. Indien har i dag verdens største sexarbejderforening med over 200.000 medlemmer. Mange sexarbejderforeninger kæmper også for at sexarbejdere, der immigrerer til Europa fra fattige lande i Afrika, Latinamerika eller Asien, kan undgå tvangsprostitution, menneskehandel og overgreb fra stater og myndigheder.
I 2024 opgjorde The International Union of Sex Workers (forkortet IUSW, dansk: Den internationale sammenslutning af sexarbejdere) antallet af sexarbejdeere og rangerede landene landene med det højeste antal. I toppen af listen var Kina med 5 millioner sexarbejdere, efterfulgt af Indien med tre millioner, USA med en million, Filippinerne med 800.000, Mexico med 500.000, Tyskland med 400.000, Brasilien med 250.000, Thailand med 250.000, Bangladesh med 200.000 og Sydkorea med 147.000.